# ساماراکونهنا
ساماراکونهنا (به لاتین: Samarakonehena) یک منطقهٔ مسکونی در سری‌لانکا است که در استان مرکزی (سری‌لانکا) واقع شده‌است.